# Série 90 SNCB
La série 90/91 est une série de locotracteurs diesel destinés à la remorque de convois courts : manœuvre de locomotives et desserte de raccordements industriels pour le compte de la SNCB. Elles ont de nombreuses cousines au sein d'entreprises privées belges ou étrangères raccordées au rail, parmi lesquelles Fina ou l'Arbed.

## Historique

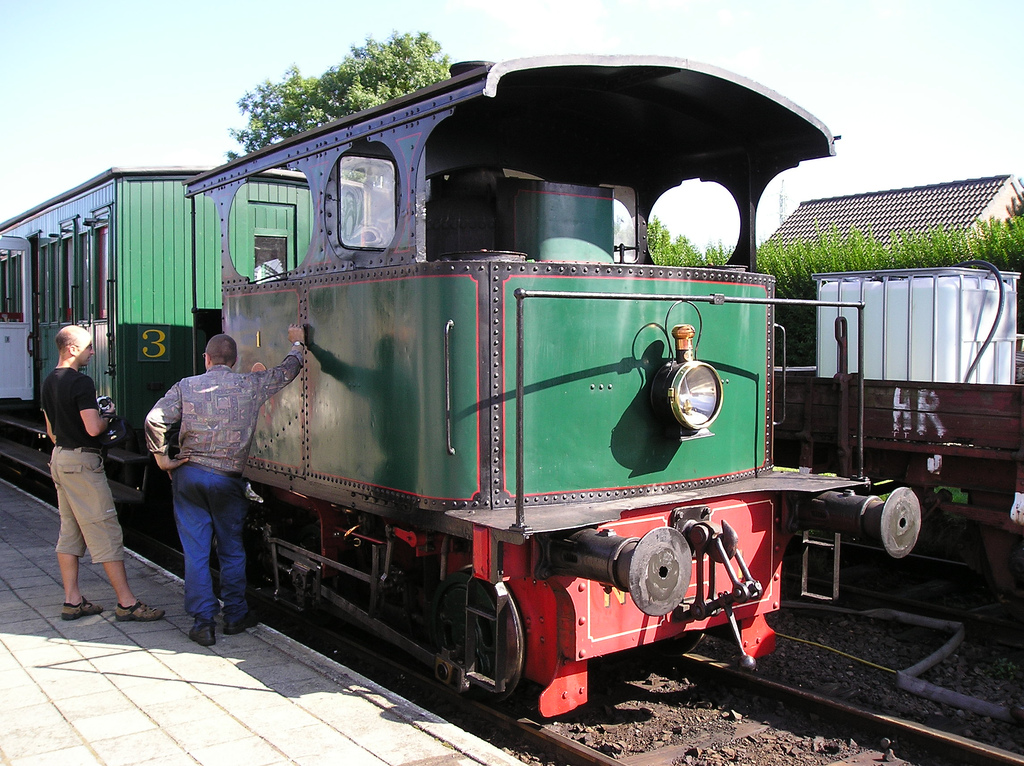
locomotive à vapeur Cockerill

- La société Cockerill avait acquis une certaine notoriété avec la fourniture de locomotives de manœuvre à vapeur. Il s'agissait notamment d'engins compacts à deux essieux à chaudière verticale.

- Après la Seconde Guerre mondiale, les motorisations diesel industrielles offrent des couts d'exploitation bien moindres, et un locotracteur diesel est conçu pour conserver le marché des petits locotracteurs vapeur en 1951. Standardisé, il permet toutefois de nombreuses variantes (moteur, poids adhérent, vitesse maximale, type de freins, contrôle à distance, version double (à cabine centrale)...). Plusieurs centaines d'exemplaires seront vendus à des entreprises privées, en Belgique, en France, au Congo, ainsi qu'en Argentine notamment[3].

- Fin des années 1950, la percée de la voiture fait poindre une première vague de fermeture de lignes secondaires à la SNCB. Pour rationaliser l'exploitation de la desserte fret sur celles-ci (cabotage), la société envisage de doter les "têtes de lignes" de locotracteurs industriels, à même d'assurer de manière flexible ces dessertes (les grosses locomotives à vapeur qui assuraient ces servies se concentrant sur la collecte de ces wagons "prérassemblés" sur les grandes lignes). 10 exemplaires sont commandés (suivis de 50 autres). Les gares de correspondance de les lignes 161 et 162 (Ciney, Marloie, Jemelle, Libramont, Ottignies et Gembloux)[4].

- En 1975, la série est remotorisée. Le 6 cylindres en ligne de Cockerill est remplacé par un V12 de General Motors qui apporte au passage un supplément de puissance.

- Au début des années 2000, l'usage de ces locotracteurs est devenu fort limité car peu de raccordements industriels livrent encore des wagons individuels et la livraison en grand nombre des locomotives de la série 77/78 assurant les manœuvres lourdes qui libèrent des engins plus puissants. Les locotracteurs sont progressivement mis en parc, à l'exception de quelques unités conservées pour la manœuvre d'engins dans les ateliers et dépôts de traction.

## Utilisation
- La série assura la desserte des raccordements industriels dans tout le pays, et la manœuvre dans les dépôts de traction.